# شحارير البقر
شحارير البقر أو طير البقرة (بالإنجليزية: Cowbird)‏ هي أحد أجناس الطيور المُنتمية لفصيلة الصفراويَّات، وهي من مُتطفلات الأعشاش مستوطنة العالم الجديد، ويُقصدُ بمتطفرت الأعشاش الطيور التي تضع أنثاها بيضها في أعشاش طيورٍ أخرى لتتولّى تربيتها عوض أن تقوم بهذه المهمة بنفسها، فهي بهذا تتشابه مع وقواقات العالم القديم، التي ينتمي إليها الوقواق المألوف، أحد أبرز وأشهر مُتطفلات الأعشاش في العالم.
أغلب الأنواع تقطن المناطق المداريَّة، ونوعان فقط يستوطنان المناطق الأكثر اعتدالاً في أمريكا الشماليَّة، هما: شُحرور البقر بُني الرأس، وشُحرُور البقر البرونزي.
يمتد نطاق موطن الأخير من جنوب غرب الولايات المتحدة جنوبًا عبر المكسيك ووصولاً إلى أمريكا الوسطى؛ ولمَّا تُدرس عاداته وسلوكيَّاته وأنماط حياته كما ينبغي لانحصاره في موطنٍ ضيّق ذي مُناخٍ لا يُطاق عند أغلب البشر.
أمَّا شُحرور البقر بُني الرأس فلعلَّه أشهر تلك الشحارير، إذ يمتد نطاق موطنه عبر مساحةٍ شاسعة من أمريكا الشماليَّة، من جنوب الدائرة القطبية الشماليَّة حتى صحاري الولايات المتحدة والمكسيك، وقد عرفت جمهراته انفجارًا عدديًا خلال القرن العشرين، فتوسَّع موطنه عبر القارَّة، وقد بلغ من مقدار نجاحه أن جمهراته المُتزايدة أصبحت تُشكّلُ خطرًا على أنواع العصافير الصغيرة المُهددة بالانقراض بسبب عادتها في التطفل على أعشاشها، الأمر الذي دفع بعض السُلطات المحليَّة والجمعيَات البيئيّة لبعض الولايات أن تُطلق حملات أسرٍ أو إبادةٍ لبعض الجمهرات الزائدة عن الحد لتخفيف الضغط عن الأنواع المُهددة.

## الأنواع المعروفة
يَضمُّ هذا الجنس خمسة أنواع من شحارير البقر، تمَّ التعرَّف عليها بواسطة التحليلات الوراثيَّة العرقية لسلسلات حمضها النووي للمتقدرات. أمَّا الأنواع فهي:
- شحرور البقر الصياح، Molothrus rufoaxillaris
- شحرور البقر العملاق، Molothrus oryzivorus (وُضع سابقًا في جنس Scaphidura)
- شحرور البقر البرونزي، Molothrus aeneus
- شحرور البقر اللماع، Molothrus bonariensis
- شحرور البقر بني الرأس، Molothrus ater

كذلك كان شحرور البقر كستانئي الجناح اللامتطفّل، يُدرجُ ضمن هذا الجنس، أمَّا الآن فيُدرجُ ضِمن جمسٍ مُستقل خاص به، واصبح يحمل اسمًا علميًا مُختلفًا هو Agelaioides badius.

## السلوك

### الغذاء

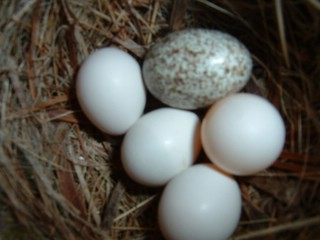
بيضة شُحرُور بقر بُنيّ الرأس داخل عُش فِيبي شرقيَّة.

تقتات هذه الطيور على الحشرات بشكلٍ رئيسيّ، وكثيرٌ منها يتبعُ قطعان الماشية فيصطاد الحشرات التي تخرجُ إلى سطح الأرض جرَّاء وطأة أقدامها. تكيَّفت شحارير البقر حتى تعيش نمط حياةٍ مُتنقّل، تتبعُ القطعان أينما ذهبت.

### التطفّل على الأعشاش
بسبب نمط حياتها المُتنقّل، فإنَّ هذه الطيور لا تستطيع إنشاء أعشاشٍ والرخم فيها على بيوضها لفترةٍ طويلة، لذا فهي تتطفل على أعشاش أنواعٍ أخرى من الطيور، فتضع فيها بيضها وتتركها حتى يربيها الزوجان صاحبا العش. تنتظرُ الأنثى إلى أن تضع صاحبة العُش الأصليَّة بيضها ثمَّ تغادر، فتأتي وتبيض بيضةً واحدةً داخل حضنتها. تستمرُّ الأنثى في بعض الأحيان بمُراقبة العش، فإن تبيَّن لها أن بيضتها قد كُسرت أو رُميت، فإنها قد تعمد إلى تدمير العش والفتك بالبيوض.

### شُحرُور البقر بُني الرأس
تتطفّلُ شحارير البقر بُنيَّة الرأس على أعشاش ما يزيد من 220 نوع من الطيور الأخرى، أمَّا باقي أنواع شحارير البقر فتتطفَّلُ على أعشاش أنواعٍ أقل من الطيور، غير أنها تبقى مُستعدةً لوضع بيضها في عُشِّ أي نوع إن دعت الحاجة، مما يُفيد بأنَّ بيوض هذه الطيور تختلفُ اختلافًا واضحًا من حيث الشكل عن بيوض العصافير المُستضيفة. تنمو صغار الشحارير بسُرعةٍ فائقة، وغالبًا ما تستأثر بحصَّة الأسد من الطعام الذي يُحضره إليها والديها البديلين، الأمر الذي يؤدي إلى نفوق نفوق الفراخ الأصليَّة جوعًا، وعند بعض الأنواع، يلجأ الفرخ إلى حجمه الضخم حتى يدفع أشقائه بالتبني خارج العش. ومن الجدير بالذكر أنَّ فراخ شُحرُور البقر العملاق لا تؤذي أو تتعرض بالأذى لفراخ الأوروپِندولات والكاسيكات عندما تفقسُ في أعشاشها.

## شحارير البقر في الثقافة الشعبية
ظهر زوجان من شحارير البقر بشكلٍ مُتكرر في قصة پوگو الهزليَّة من تأليف الرسَّام الأمريكي والت كيلي، بصفتهما الشريرين الرئيسيين.

## معرض صور

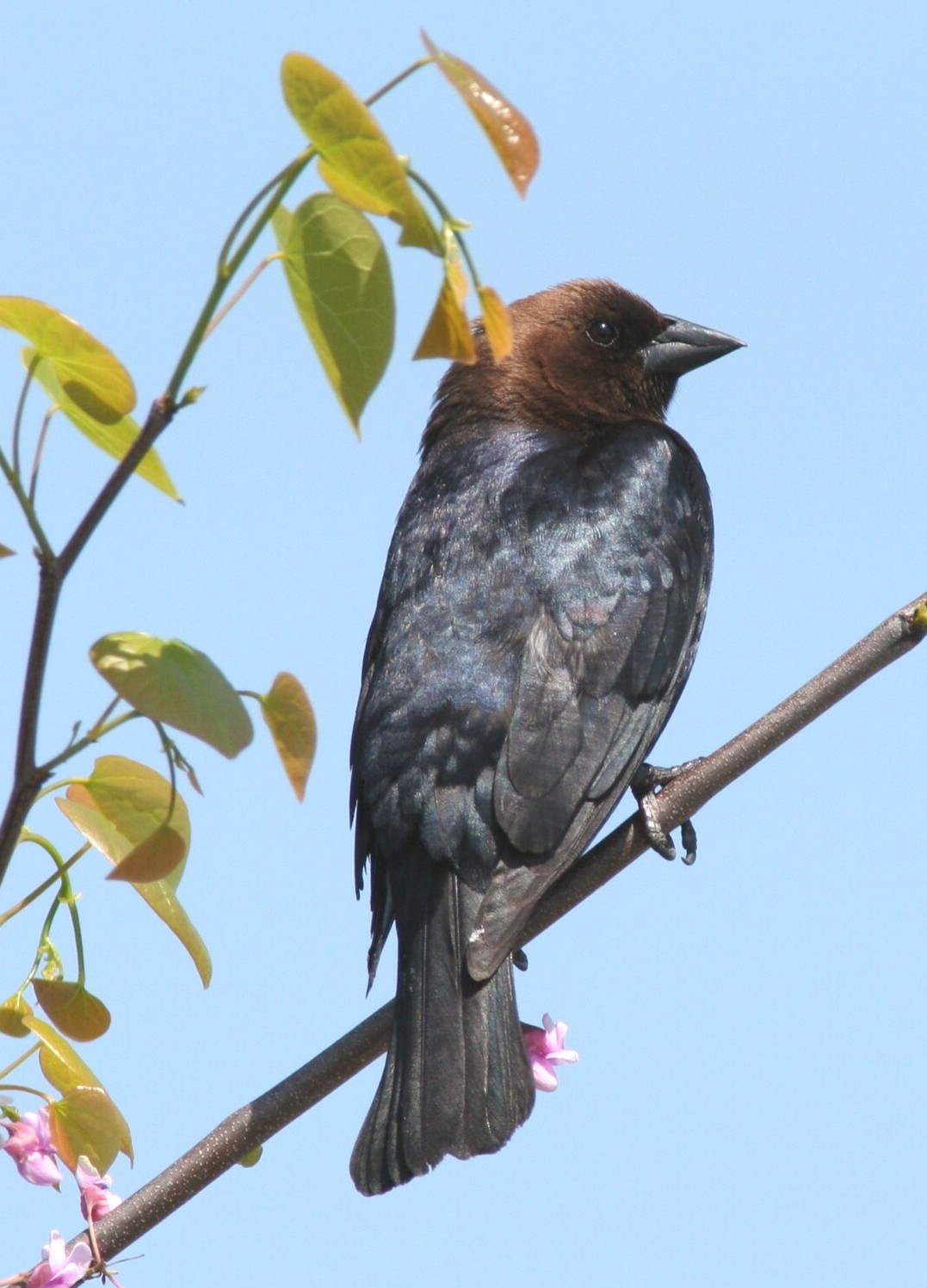
شُحرُور البقر بُني الرأس، ذكرٌ بالغ
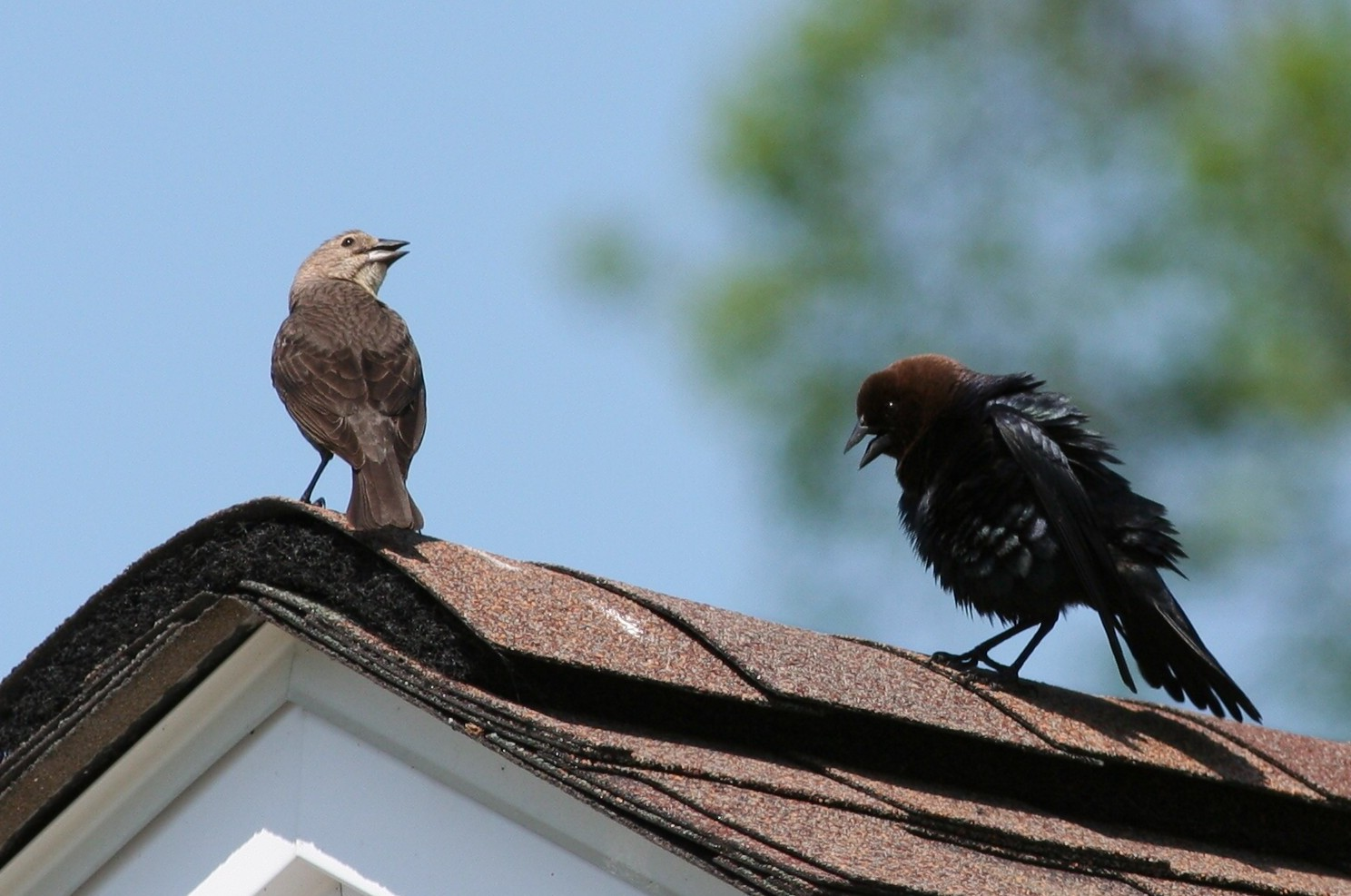
شُحرُور البقر بُني الرأس يؤدي عرضًا غزليًا لأنثى في مُحاولةٍ للتودد إليها خلال موسم التفريخ
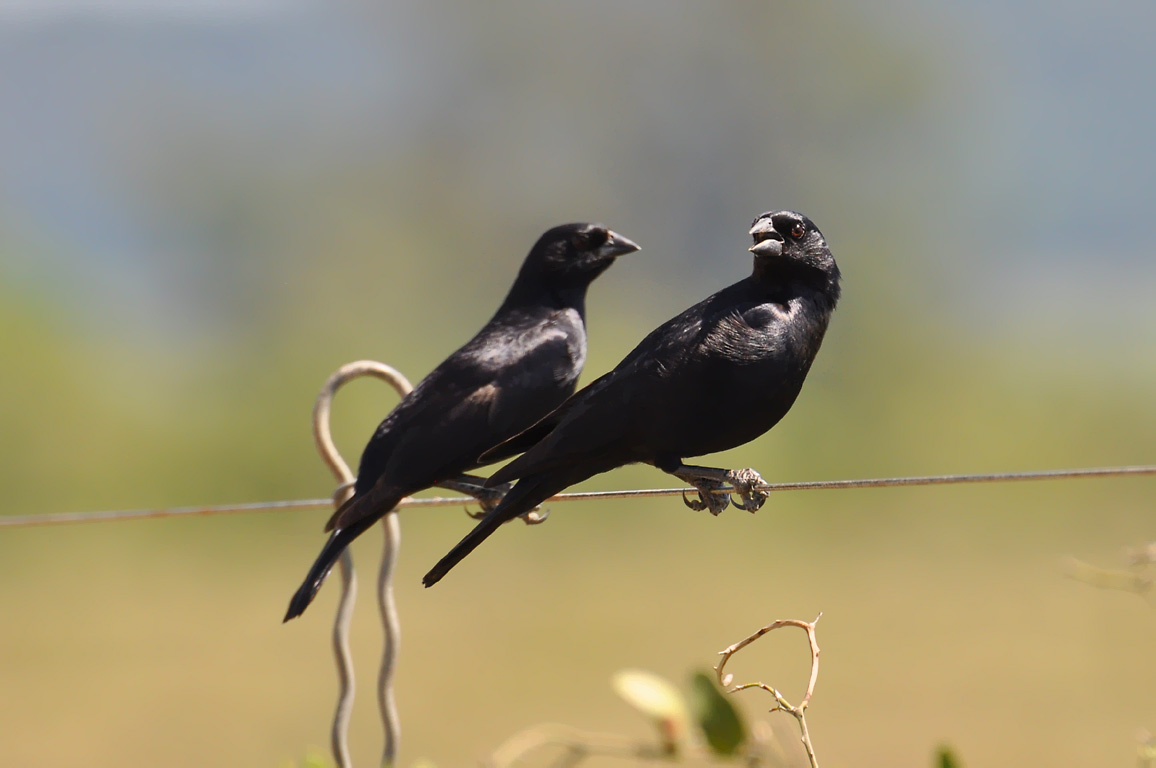
شُحرُورا بقر صيّاحان جاثمان على سلكٍ معدنيّ
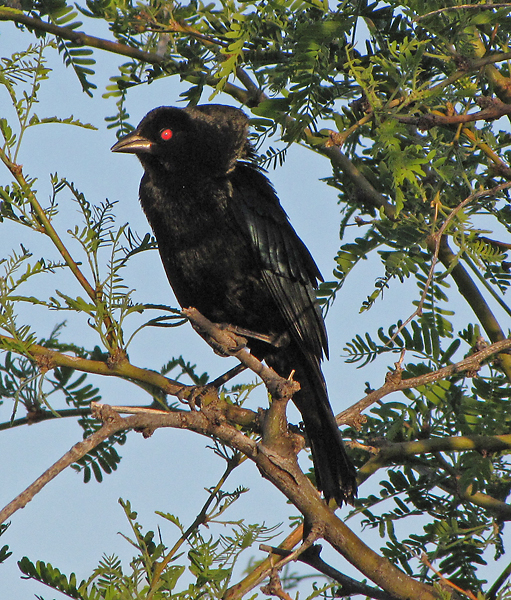
شُحرُور البقر البرونزيّ
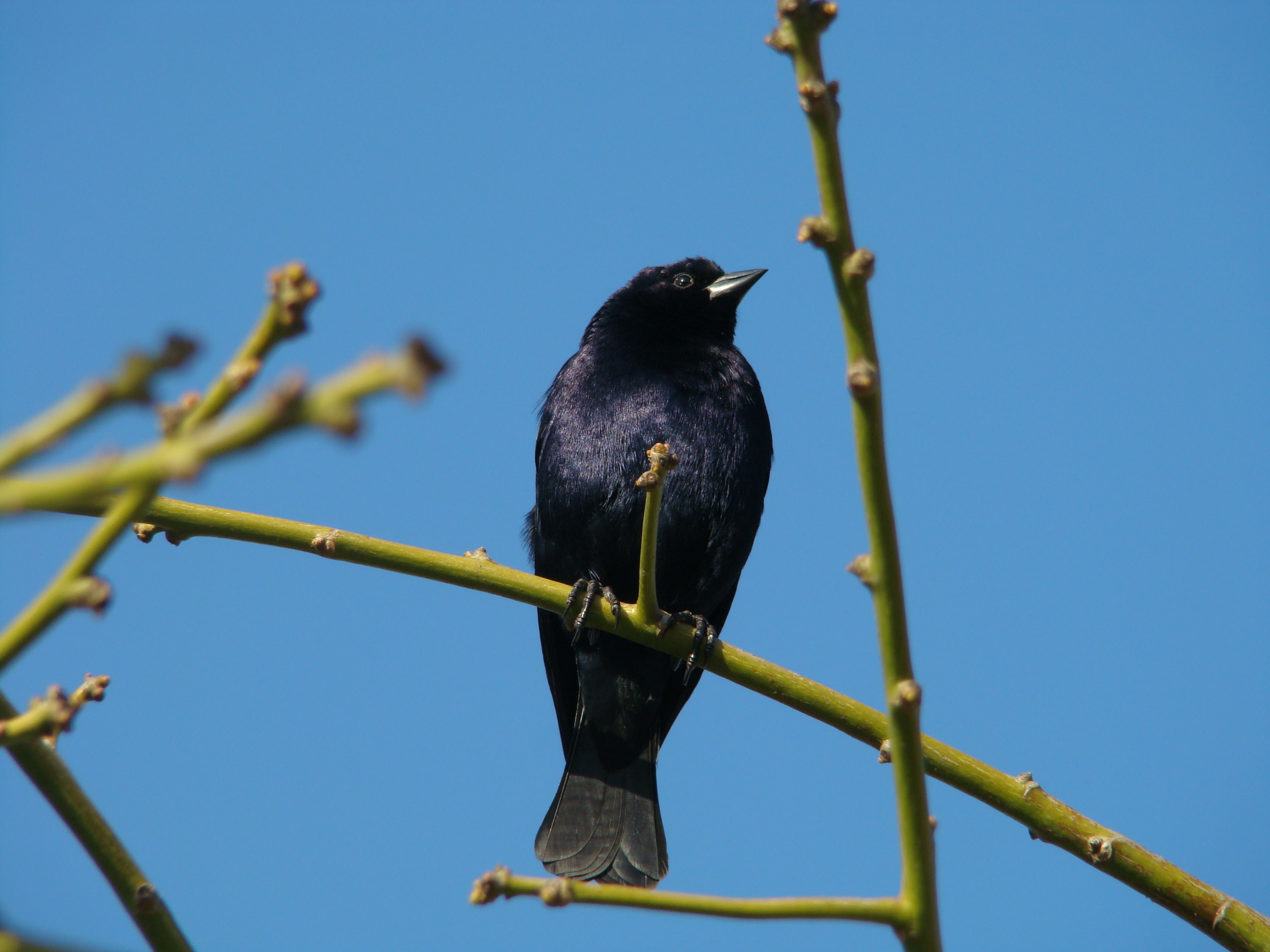
شُحرُور البقر اللمَّاع

## كتب
- Jaramillo and Burke, New World Blackbirds ISBN 0-7136-4333-1

## وصلات خارجية
- المُختبر الأبيض لسلوك الحيوانات، جامعة پنسلڤانيا.
- ڤيديوهات وصور وملفَّات صورتيَّة عن شحارير البقر على موقع مجموعة الطيور على شبكة الإنترنت.
- جمعية أودوبون: شحارير البقر والحِفاظ عليها.